# Лацериновая кислота
 Лацериновая кислота  (Дотриаконтановая кислота) CH3(CH2)30COOH — одноосновная предельная карбоновая кислота.

## Нахождение в природе
Лацериновая кислота выделяется из сахарно-тростникового воска (Saccharum officinarum L.) , содержится в коре и корнях южноамериканского дерева муира пуама (Ptychopetalum olacoides). Выделена также из зверобоя продырявленного (Hypericum perforatum). 

## Использование
Лацериновая кислота используется в фармакологической промышленности.